# توماس مايكل سكانلون
توماس مايكل سكانلون (28 يونيو 1940)  يُطلق عليه عادة اسم تي إم سكانلون، هو فيلسوف أمريكي. تقاعد في عام 2016، كان أستاذ ألفورد للدين الطبيعي والفلسفة الأخلاقية والنظام المدني في قسم الفلسفة بجامعة هارفارد، حيثُ كان يدرّس منذ عام 1984. أُنتخب عضوًا في الجمعية الفلسفية الأمريكية عام 2018.

## الحياة و الوظيفة
ولد سكانلون في 28 يونيو 1940 ونشأ في إنديانابوليس بولاية إنديانا. حصل على شهادته الجامعية من جامعة برينستون عام 1962. وحصل على درجة الدكتوراه في الفلسفة من جامعة هارفارد تحت إشراف بورتون دريبن في عام 1968 ؛  درس لمدة عام في جامعة أكسفورد بمنحة فولبرايت . وعاد إلى جامعة برينستون حيثُ درس من عام 1966 حتى عام 1984.  حصل على زمالة ماك آرثر عام 1993. 
تضمن تدريسه في القسم دورات حول نظريات العدل والمساواة والنظرية الأخلاقية الحديثة. صدر كتابه "ما ندين لبعضنا البعض" في مطبعة جامعة هارفارد عام 1998، ومجموعة من الأوراق حول النظرية السياسية، صعوبة التسامح، نشرتها مطبعة جامعة كامبريدج في عام 2003.
سكانلون هو والد زوج الفيلسوف وباحث الدراسات الأمريكية الأفريقية تومي شيلبي.

## روابط خارجية
- قسم الفلسفة في جامعة هارفارد
- التعاقدية في موسوعة ستانفورد للفلسفة ، أشفورد إي ، مولجان تي